# Midden-Kalimantan
Midden-Kalimantan (Indonesisch: Kalimantan Tengah) of ook wel Centraal-Kalimantan is een provincie in Indonesië. Het is een van de vier provincies van Kalimantan, het Indonesische deel van het eiland Borneo. De hoofdstad van Midden-Kalimantan is Palangkaraya. De provincie ligt in tijdzone UTC+7.

## Bevolking
De provincie heeft ongeveer 1,8 miljoen inwoners

## Geschiedenis
De regio behoorde sinds de 17e eeuw tot het sultanaat van Banjarmasin, totdat de Nederlanders het gebied in de 19e eeuw koloniseerden en in kaart brachten. Na de Indonesische onafhankelijkheid kregen de oorspronkelijke bewoners van het gebied, de Dajaks, een eigen provincie maar die werd in 1957 afgeschaft. In de jaren 90 van de 20e eeuw kwam het een aantal maal tot ernstige conflicten tussen Dayak en andere bevolkingsgroepen (voornamelijk getransmigreerde Javanen).

## Bestuurlijke indeling
Midden-Kalimantan heeft 14 gemeenten, waarvan 13 kabupaten en 1 stadsgemeente, ofwel kota.

### Regentschappen
- Barito Selatan (Zuid-Barito)
- Barito Timur (Oost-Barito)
- Barito Utara (Noord-Barito)
- Gunung Mas
- Kapuas
- Katingan
- Kotawaringin Barat (West-Kotawaringin)
- Kotawaringin Timur (Oost-Kotawaringin)
- Lamandau
- Murung Raya
- Pulang Pisau
- Sukamara
- Seruyan

### Stad
- Palangkaraya